# Fair Game
Fair Game är en spelfilm från 2010 som är baserad på verkliga händelser. Manuset bygger på CIA-agenten Valerie Plames memoarer Fair Game: My Life as a Spy, My Betrayal by the White House och på Joseph C. Wilsons The Politics of Truth.
I huvudrollerna spelar Naomi Watts Valerie Plame, och Sean Penn hennes make, ambassadör Joseph C. Wilson. Händelsen nedan väckte mycket stor uppmärksamhet 2003, och döptes till Plamegate:
Under upptakten till Irakkriget ifrågasätter Wilson Vita Husets underrättelseuppgifter att Irak försökt köpa anrikat uran från Afrika till sitt förmodade kärnvapenprogram. Som hämnd avslöjar en journalist att Wilsons fru Plame varit CIA-agent, en uppgift han fått från en ej namngiven källa i  Vita Huset.
Avslöjandet var en markering att ingen skall ifrågasätta Bush-administrationen och de underlag administrationen hade lagt fram som argument inför den då annalkande Irakinvasionen.
Vicepresident Dick Cheneys närmaste man Lewis Libby dömdes till 2,5 års fängelse samt 250.000 dollar i böter för sin inblandning i avslöjandet av en hemlig agents identitet. Lewis Libby benådades ganska omgående av President Bush. Lewis Libby är en av de högsta ämbetsmän i Vita huset som dömts i rättegång orsakad av politisk affär.